# Roberto Pistore
Roberto Pistore (Monza, Llombardia, 20 de maig de 1971) fou un ciclista italià, professional des del 1995 fins al 1998. Malgrat la seva curta carrera, en el seu palmarès destaca el 4t lloc a la Volta a Espanya de 1996, i el 6è de la de 1995.

## Resultats
- 1993
  - 1r al Gran Premi Capodarco
  - 1r al Gran Premi Somma
- 1994
  - 1r al Giro della Valle d'Aosta
  - Vencedor d'una etapa de la Regio-Tour
- 1995
  - 1r a la Regio-Tour i vencedor d'una etapa
  - 1r al Giro del Canavese
- 1997
  - Vencedor d'una etapa de la Viena-Rabenstein-Gresten-Viena

### Resultats al Giro d'Itàlia
- 1997. Abandona (19a etapa)

### Resultats a la Volta a Espanya
- 1995. 6è de la classificació general
- 1996. 4t de la classificació general

### Resultats al Tour de França
- 1996. No surt (8a etapa)
- 1998. Fora de temps (8a etapa)